# 松岡久和
松岡 久和（まつおか ひさかず、1956年（昭和31年）3月5日 - ）は、日本の法学者。専門は民法。立命館大学教授、京都大学名誉教授。元民主主義科学者協会法律部会理事。滋賀県長浜市出身。

## 経歴
略歴は以下の通り。
- 1974年 - 滋賀県立虎姫高等学校卒業
- 1979年 - 京都大学法学部卒業
- 1981年 - 京都大学大学院法学研究科修士課程修了
- 1983年 - 京都大学大学院法学研究科博士後期課程中退
- 1983年 - 龍谷大学法学部専任講師
- 1984年 - 龍谷大学法学部助教授
- 1987年 - マールブルク大学（ドイツ連邦共和国）にて在外研究（1989年まで）
- 1994年 - 龍谷大学法学部教授
- 1995年 - 神戸大学法学部教授
- 1999年 - 京都大学大学院法学研究科教授
- 2017年 - 京都大学退職、京都大学名誉教授、立命館大学大学院法務研究科教授

## 恩師
指導教官は前田達明。

## 同門出身者
弟弟子に窪田充見、佐久間毅などがいる。

## 著作
詳細は、分野別分類・概要要付主要業績一覧　→下記Webページの「業績一覧」

### 共著
- （永田眞三郎＝松本恒雄）『民法入門・総則―エッセンシャル民法1』（有斐閣、〔初版〕1995年・〔第2版〕2000年・〔第3版〕2005年・〔第4版〕2008年）
- （永田眞三郎＝松本恒雄＝中田邦博＝横山美夏）『物権―エッセンシャル民法2』（有斐閣、2005年）
- （永田眞三郎＝松本恒雄＝横山美夏）『債権―エッセンシャル民法3』（有斐閣、2010年）
- （田井義信＝岡本詔治＝磯野英徳）『新 物権・担保物権法』（法律文化社、〔初版〕2002年・〔第2版〕2005年）
- （潮見佳男＝山本敬三）『民法総合・事例演習』（有斐閣、初版〕2006年・〔第2版〕2009年）

### 共編
- （川角由和＝潮見佳男＝中田邦博）『ヨーロッパ私法の動向と課題』（日本評論社、2003年）
- （川角由和＝潮見佳男＝中田邦博）『ヨーロッパ私法の展開と課題』（日本評論社、2008年）
- （中田邦博）『学習コンメンタール民法Ⅱ親族・相続』（日本評論社、2009年）
- （潮見佳男＝中田邦博）『18歳からはじめる民法』（法律文化社、2010年）
- （潮見佳男＝中田邦博）『概説 国際物品売買条約』（法律文化社、2010年）

### 訳書
- （ハイン・ケッツ：著、潮見佳男＝中田邦博と共訳）『ヨーロッパ契約法〈1〉』（法律文化社、1999年）

### 単著
- 松岡久和『物権法』(成文堂、2017年)
- 松岡久和『担保物権法』(日本評論社、2017年)